# Quincy Porter
Quincy Porter (* 7. Februar 1897 in New Haven/Connecticut; † 12. November 1966 in Bethany/Connecticut) war ein US-amerikanischer Komponist und Vertreter der klassischen Musik.

## Leben
Porter wurde 1897 in New Haven im Bundesstaat Connecticut geboren. Er studierte an der Yale University. Dort wurde er unter anderem von Horatio Parker unterrichtet. Nach dem Abschlussdiplom studierte ein Jahr an der Schola Cantorum in Paris, bei Ernest Bloch und Vincent d’Indy. Porter nahm 1936 an den Olympischen Sommerspielen bei den Kunstwettbewerben in der Kategorie „Orchestermusik“ in Berlin teil, blieb aber ohne olympische Medaille. Von 1942 bis 1946 war er Direktor des New England Conservatory of Music und kehrte 1946 an die Yale University zurück, wo er bis 1965 als Professor lehrte.
1944 wurde er in die American Academy of Arts and Letters gewählt.

## Werke (Auswahl)
Neben Kammermusik komponierte Porter
- Sinfonien
  - Symphony no. 1, 1934
  - Symphony no. 2, 1962
- Weitere Orchesterwerke
  - Ukrainian suite, 1925
  - Dance in Three-Time, 1937
  - Music for Strings, 1941
  - New England Episodes, 1958

- Konzerte
  - Concerto concertante, for two pianos and orchestra, 1953
  - Harpsichord concerto, 1959 (Ralph Kirkpatrick gewidmet)
  - Viola concerto, 1948 (William Primrose gewidmet)
  - Fantasy on a Pastoral Theme for Organ and Strings, 1943
  - Concerto for Wind Orchestra, 1959